# Klisoera (Sofia-stad)
Klisoera (Bulgaars: Клисура) is een dorp in de buurt van de Bulgaarse hoofdstad Sofia (19 km afstand). Het dorp valt binnen de administratieve grenzen van het district Bankja.

## Bevolking
Het dorp had een maximum van 716 inwoners in 1934. Daarna begon het inwonersaantal in een drastische tempo af te nemen. Het dieptepunt werd in maart 2001 bereikt, toen slechts 60 mensen in het dorp werden geregistreerd. De laatste jaren trekt het dorp weer inwoners, met name gepensioneerden uit de stad. Hierdoor is de bevolking met 126 personen per 31 december 2019 ruim verdubbeld vergeleken met 60 inwoners in 2001.
Van de 118 inwoners reageerden er 114 op de optionele volkstelling van 2011. Alle 114 respondenten identificeerden zichzelf als etnische Bulgaren (100%).
Van de 118 inwoners in februari 2011 werden geteld, waren er 15 jonger dan 15 jaar oud (12,7%), gevolgd door 79 personen tussen de 15-64 jaar oud (66,9%) en 24 personen van 65 jaar of ouder (20,3%).

## Afbeelding

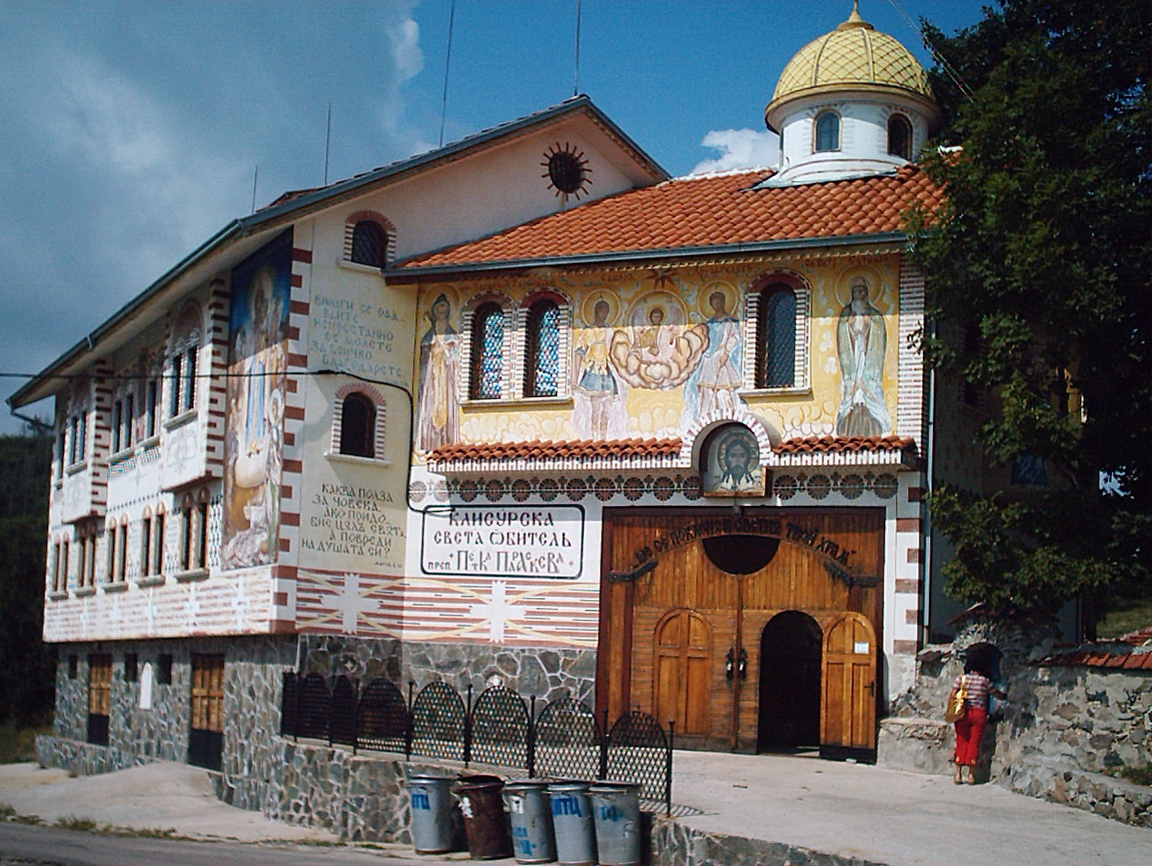
Het klooster van Klisoera
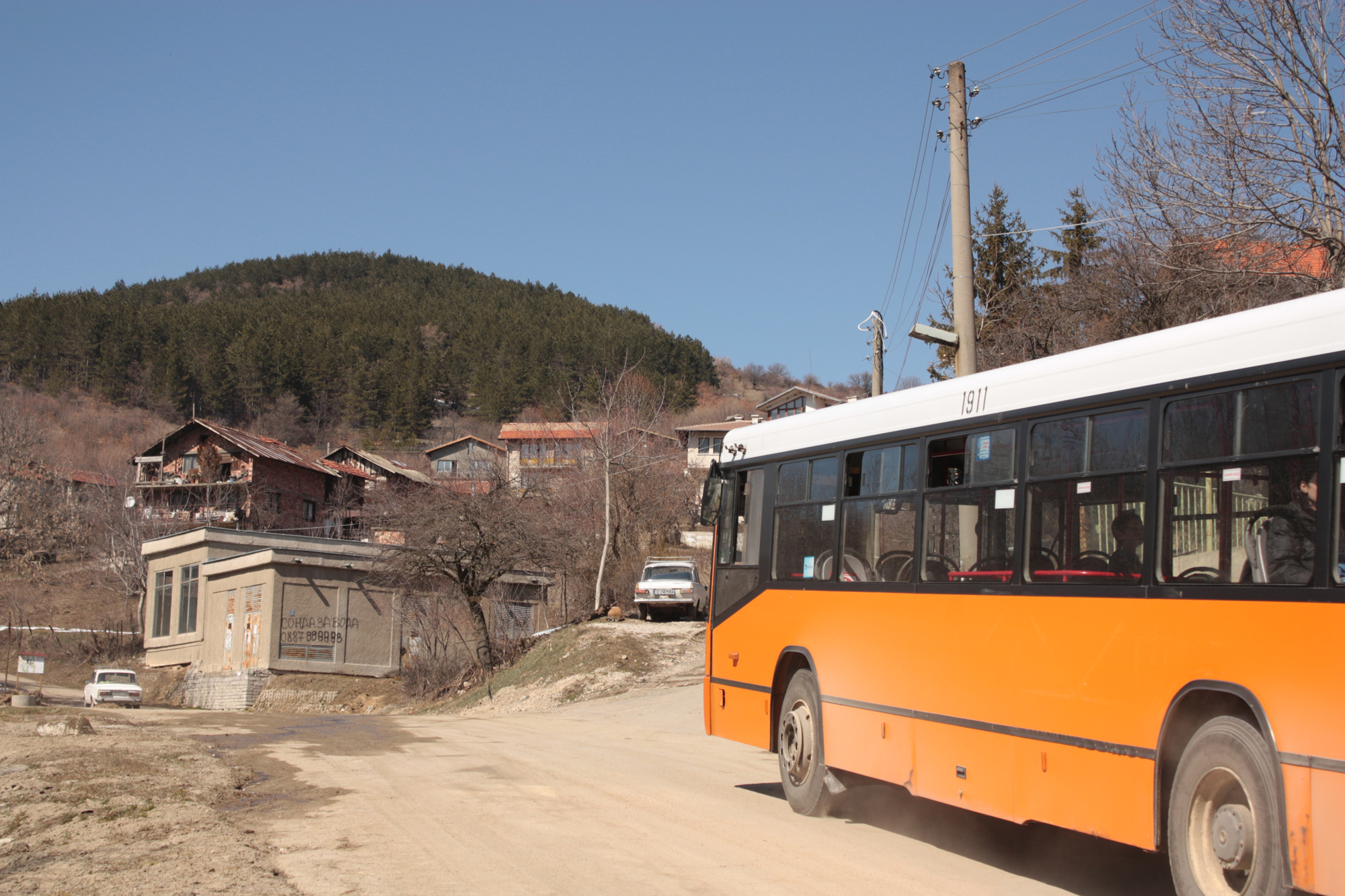
Een straat in Klisoera
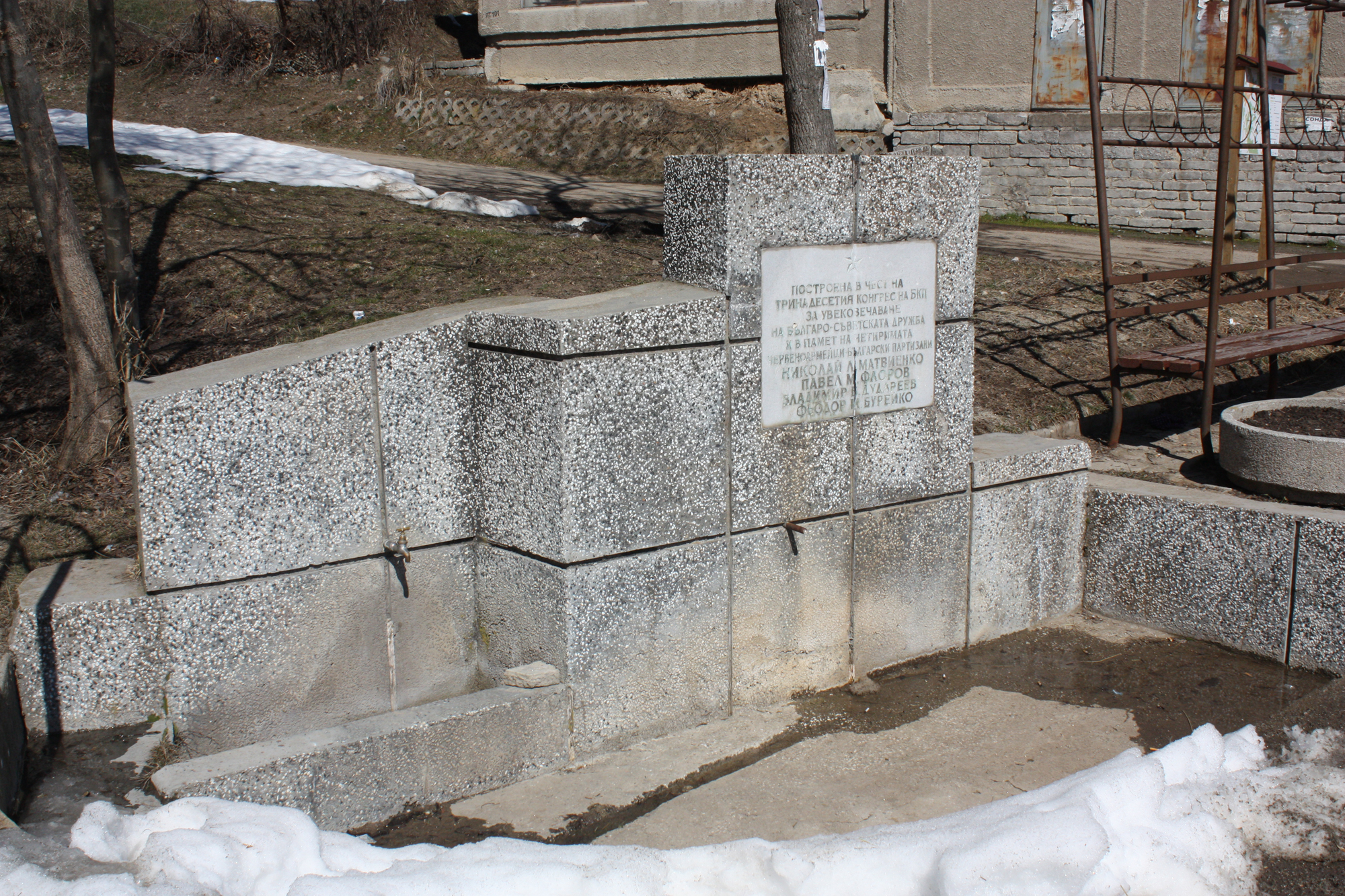
Een fontein in Klisoera